# Микрорайон имени Ногина
Микрорайо́н и́мени Ногина́ — жилой район в восточной части Серпухова.

## Описание
Микрорайон отделён с запада от основной части города железнодорожной линией (Курского направления Московско-Курского отделения Московской железной дороги), коллективными садами и гаражными кооперативами. До упразднения в 2018 году Серпуховского района на востоке и юге граничил с Данковским поселением, на севере с Васильевским поселением. Сейчас на востоке граничит с посёлком Пограничный, на севере — с деревней Нефёдово.
С основной частью города микрорайон имеет транспортное сообщение лишь по улице Звёздной. Пешеходное сообщение — по улице Звёздной и железнодорожному мосту в районе станции Серпухов.
Простонародное название микрорайона — Ногинка.

## История
Микрорайон был основан на месте посёлка текстильной фабрики Нефёдовский. 10 августа 1924 года Нефёдовская фабрика была торжественно открыта после пятилетней остановки, и на церемонии открытия было принято решение о присвоении фабрики имени  наркома по делам торговли и промышленности в первом Совете народных комиссаров РСФСР и комиссара труда Московской области Виктора Павловича Ногина (1878-1924). После этого посёлок был переименован в посёлок им. Ногина. В 1936 году посёлок вошел в состав города Серпухова.
Текстильная фабрика в 1938 г. была закрыта, а на ее территории в 1946 году разместился радиотехнический завод (ныне АО «РАТЕП»). В здание бывшей текстильной фабрики радиотехнический завод вернулся из эвакуации после второй мировой войны, в связи с тем что в прежнем его здании в Москве за время войны было создано новое предприятие. В дальнейшем силами работников завода район стал активно застраиваться. Разработка генерального плана развития поселка им. Ногина велась при непосредственном участии директора радиотехнического завода Н.А.Калинина. В этом плане особенно большое внимание уделялось строительству жилья и объектов социально-бытового значения. К примеру, 1982 год стал годом завершения строительства спортивного комплекса «Олимп».
В 2017 году была открыта капсула памяти с обращением работников предприятия к будущим поколениям, заложенная при строительстве Дворца культуры им. Ленина в 1967 году.
Также в микрорайон вошли территория бумагопрядильной и ткацкой фабрик П.И. Рябова, основанной близ деревни Нефёдово 2-го стана Серпуховского уезда в 1847 г. (современный ориентир - ул. Физкультурная, территория роддома и Ногинский пруд).
Еще одна часть микрорайона - так называемая Свисталовка (современный ориентир – ул. М. Комовой на самой окраине микрорайона), бывший посёлок железнодорожников. Эти территории были присоединены к Серпухову в 1936-1937 гг.

## Улицы микрорайона
- 1-я улица Новоселок
- 2-я улица Новоселок
- 3-я улица Новоселок
- 4-я улица Новоселок
- 1-й Ногинский проезд
- Бутурлинский переулок
- Военный городок улица
- Войкова улица
- Гражданская улица
- Дзержинского улица
- Красных ткачей улица
- Комовой улица
- Комсомольская улица
- Ногина улица
- Пограничная улица
- Пригородная улица
- Смирнова улица
- Спортивная улица
- Стадионная улица
- Текстильная улица
- Физкультурная улица
- Фрунзе улица

## Природа
На территории микрорайона имеются два крупных сквера. Один из них расположен на улице Текстильной, второй — между улицей Физкультурной и Ногинским прудом.
Ногинский пруд — единственный естественный водный объект в микрорайоне. Благоустроен, место для отдыха и занятия пляжным волейболом. В 2014 году территория у пруда была открыта после масштабной реконструкции.

## Инфраструктура

### Образование
В микрорайоне построены две школы: МБОУ СОШ № 3 (ул. Дзержинского 2-а и корпус начальных классов на ул.Войкова, 2) и МБОУ СОШ №10 (ул. Войкова, 11) и 4 детских сада (Ромашка, Ручеек, Березка  и Ладушки). Планируется строительство нового детского сада на ул. Фрунзе.

### Здравоохранение
- Серпуховская станция переливания крови — Комсомольская ул., 4
- Поликлиника (для взрослых) — Физкультурная ул., 18
- Поликлиника (для детей) — Текстильная ул., 17
- Родильный дом — Физкультурная ул., 20
- Стоматологическая поликлиника № 2 — Комсомольская ул., 4

### Культура, спорт, досуг
- Дворец спорта «Олимп»
- Дворец культуры «РАТЕП»
- Филиал Серпуховской городской центральной библиотеки им. А.П. Чехова
- Детская библиотека

## Транспорт
Автобусы:
- № 7 — от улицы Ногина до площади Ленина (через улицу Звёздную)
- № 7 — от улицы Ногина до площади Ленина (через улицу Осеннюю)
- № 12 — от улицы Ногина до микрорайона Ивановские Дворики (Московского шоссе)
- № 17 — от ЖК «Жемчужина» до микрорайона Лесная
- № 17-а — от ЖК «Жемчужина» до микрорайона Ивановские Дворики (Московское шоссе)

## Предприятия
- РАТЕП
- Серпуховская ватная фабрика
- Фракталь-СБ